# 自然の森総合公園
自然の森総合公園（しぜんのもりそうごうこうえん）は、栃木県鹿沼市下石川にある、鹿沼市の設置する総合公園。
公園内には体育館、サッカー場、テニスコートのスポーツ施設が有る。このうち体育館およびサッカー場には命名権が導入されている。スポーツ施設の他には、芝生エリア、ハスの花などが見られる池、森がある。池の周りはウォーキングコースが設置されている。

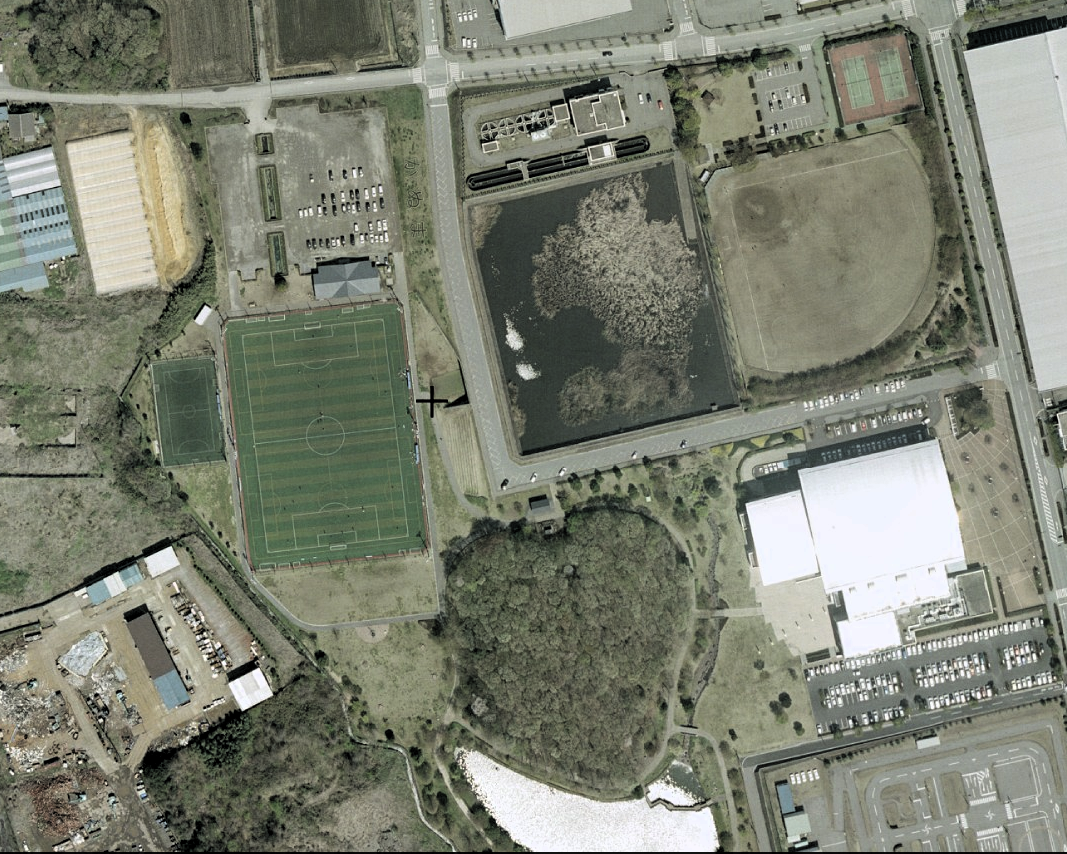
自然の森総合公園

## 施設
鹿沼総合体育館
命名権とは別に、道路案内などで使用される愛称「フォレストアリーナ」がある。
自然の森総合公園サッカー場
- サッカー場

日本サッカー協会（JFA）公認ロングパイル人工芝ピッチのサッカー場。夜間照明設備がある。
- フットサルコート

サッカー場に隣接。人工芝で夜間照明設備付きのフットサル専用コート。
- レストハウス

サッカー場の附属施設として設置。木造平屋1階建て。シャワーブース付更衣室、談話・休憩スペース、事務室（会議室・医務室）を備える。
野球場
1面で軟式野球、ソフトボール対応。
テニスコート
人工芝2面

## 交通アクセス
公共交通機関
- JR日光線鹿沼駅または東武日光線新鹿沼駅からリーバス運転免許センター線で約30分、終点「運転免許センター」下車。
- 宇都宮駅から関東バスの運転免許センター線などで約40分、「運転免許センター」下車

自動車
- 東北自動車道（E4）鹿沼ICから国道121号線経由で約10分。
- 駐車場は公園全体用として体育館の南北に分散配置され駐車台数300台。サッカー場用として320台分[2]。

## 近隣施設
- 栃木県運転免許センター